# Eiberg (Lipper Bergland)
Der Eiberg ist ein Berg mit einer Höhe von 230 m ü. NN in Vlotho. Der Berg liegt im Vlothoer Ortsteil Valdorf. Nördlich fließt die Linnenbeeke. Er gehört naturräumlich zum Weserbergland bzw. zu den Lipper Bergen. Östlich liegen der Große Selberg und der Bonstapel, westlich der Solterberg.
Das 19 Hektar große Naturschutzgebiet Eiberg ist seit 1998 ausgewiesen. Geschützt werden der Buchen- und Nadelwald, eine auch von Heidekraut bestandene Wacholderheide und das Gebiet eines aufgelassenen Steinbruchs nahe dem Bergrücken. Das Naturschutzgebiet ist eine der letzten Heide-Restflächen des Ravensberger Landes.

## Fauna und Flora

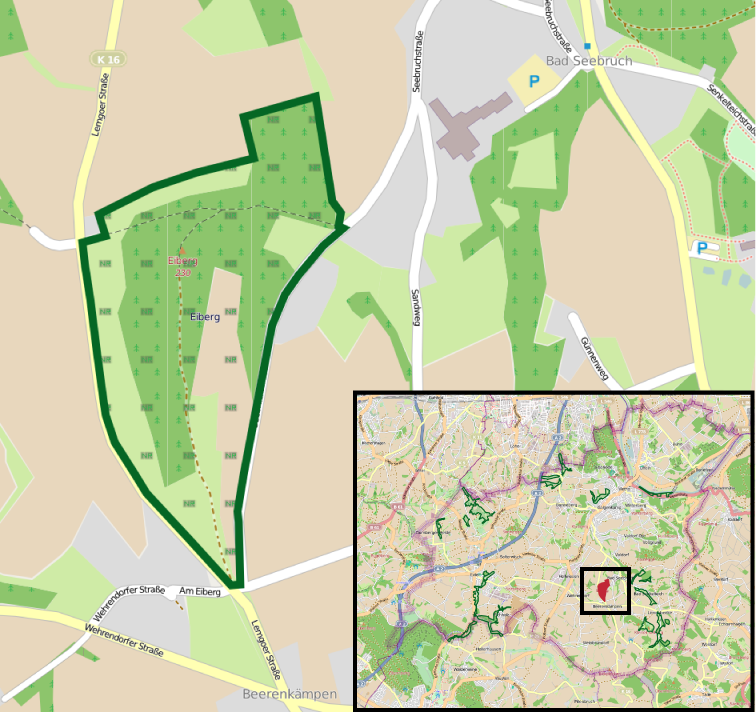
Lageplan des Naturschutzgebiets Eiberg

Im NSG wurden verschiedene seltene Arten nachgewiesen. Es brüteten 2012 beispielsweise die Vogelarten Rebhuhn, Baumpieper und Neuntöter. Bei den Reptilien wurden Waldeidechse, Zauneidechse und Blindschleiche nachgewiesen. Die Insektenarten Kleiner Heidegrashüpfer, Kleiner Feuerfalter und Waldameise. Neben dem Wacholder kommen noch die seltenen Pflanzenarten Borstgras, Dreizahn, Arznei-Thymian, Harzer Labkraut, Stängellose Kratzdistel und Golddistel vor.

## Schutzmaßnahmen im Naturschutzgebiet

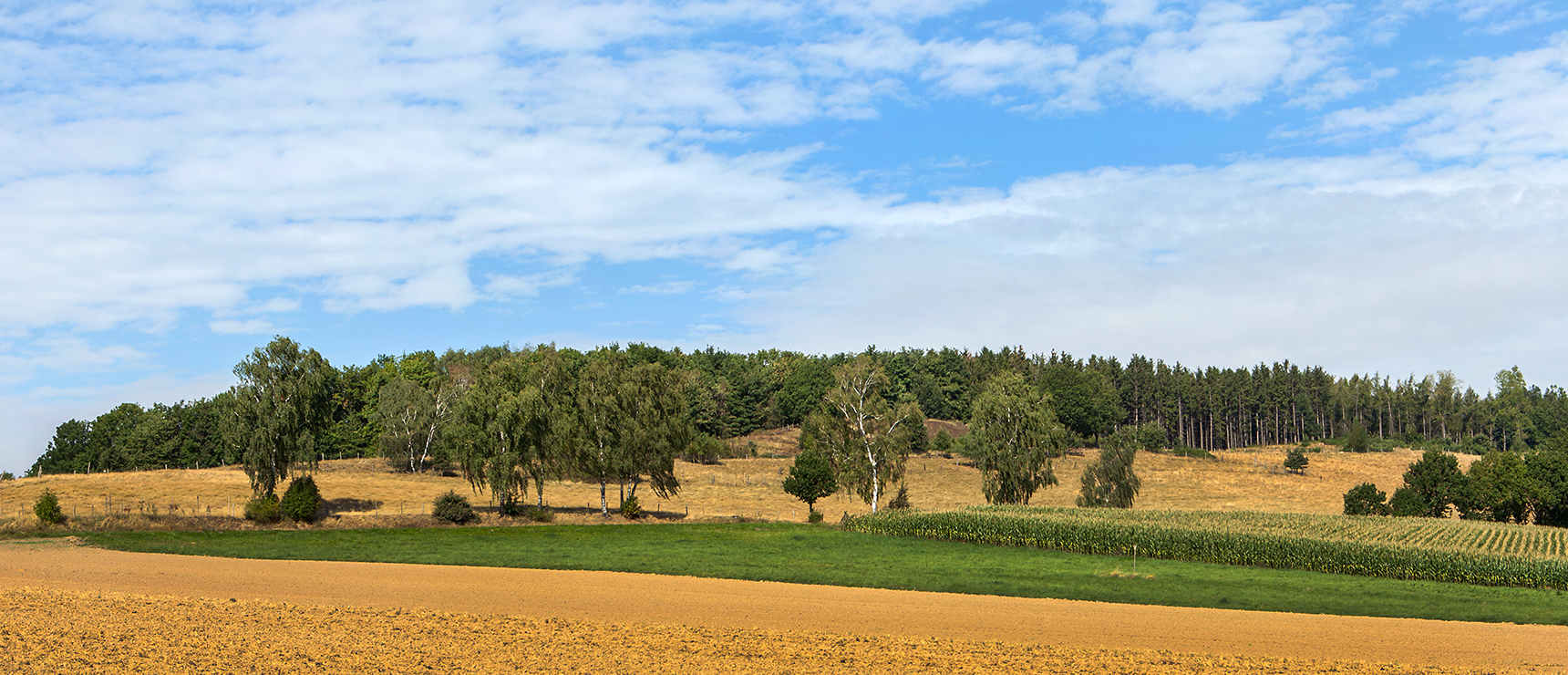
Eiberg, Osthang mit Heidelandschaft

Der Eiberg wurde 1900 abgeholzt und dann bis 1960 als Schafweide genutzt. Ein Großteil der Fläche wurde 1960 aufgeforstet. Seit 1993 finden Schutzmaßnahmen durch die Biologische Station Ravensberg, BUND und andere Naturschützer für den Restheidebereich im NSG statt. Dabei wurden mehrfach die Heidebereiche von Gehölzen, außer dem Wacholder, befreit. Die etwa 6 m hohe Felswand im Steinbruch wurde jedes Jahr mit dem Freischneider freigeschnitten. 2008 wurden 7.000 Quadratmeter Wald an der Heide gerodet um die Heide zu vergrößern. Die gerodete Fläche wurde mit Heidekraut aus der Senne eingestreut. Eine kleine Brachfläche an der Heide wurde geplaggt, wobei die obere Bodenschicht mit Maschinen entfernt und abgefahren wurde. Das Grünland wurde mit Schafzaun eingezäunt. 2009 erfolgte die Anpachtung großer Heide- und Grünlandbereiche. Diese Bereiche werden seitdem von einem Schäfer mit Heidschnucken bewirtschaftet. Diese Heidschnucken waren vorher von der Biologische Station Ravensberg gekauft worden. Die Heidschnuckenherde wurde dem Schäfer in einem Lebendviehpachtvertrag verpachtet. Die Grünland- und Heideflächen werden seit 2009 extensiv genutzt. Sie werden nach den Vorgaben des Vertragsnaturschutzes nach dem Kulturlandschaftsprogramm nicht mehr gedüngt, ferner erst nach dem 15. Juni gemäht oder mit maximal einer Großvieheinheit pro ha beweidet. 2009 wurden auch zum ersten Mal Heidekrautkeimlinge auf der Plagg- und Rodungsfläche festgestellt.

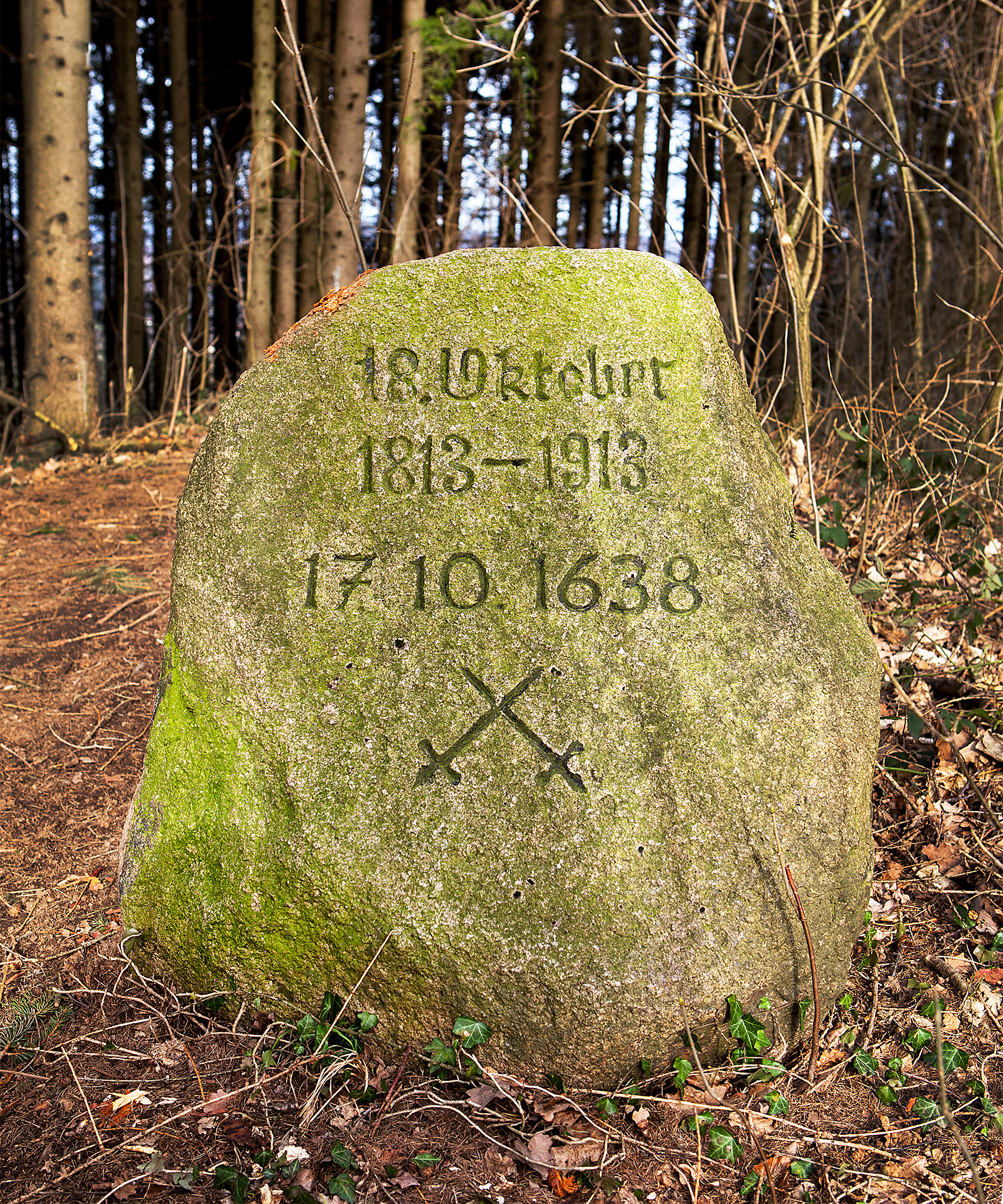
Gedenkstein auf dem Eiberg

## Gedenkstein
Auf dem Eiberg befindet sich ein Gedenkstein mit eingemeißelten Zeitangaben. Die Zeitangabe 18. Oktober 1813–1913 bezieht sich auf die Völkerschlacht bei Leipzig, im Jahr 1913 wurde der Stein zum 100-jährigen Gedenken an dieses Ereignis aufgestellt. Das Datum 17. Oktober 1638 erinnert an die Schlacht bei Vlotho bzw. Valdorf im Dreißigjährigen Krieg, welche in unmittelbarer Nähe des Eiberges stattfand.